# Округ Бенет (Јужна Дакота)
Округ Бенет (енгл. Bennett County) је округ у америчкој савезној држави Јужна Дакота.

## Демографија
По попису из 2010. године број становника је 3.431, што је 143 (-4,0%) становника мање него 2000. године.
| Група             | 2000.         | 2010.         |
| Белци             | 1.449 (40,5%) | 1.141 (33,3%) |
| Афроамериканци    | 10 (0,3%)     | 4 (0,1%)      |
| Азијати           | 2 (0,1%)      | 13 (0,4%)     |
| Хиспаноамериканци | 72 (2,0%)     | 67 (2,0%)     |
| Укупно            | 3.574         | 3.431         |